# Zawodzie (Maszkowice)
Zawodzie – przysiółek wsi Maszkowice w Polsce położony w województwie małopolskim, w powiecie nowosądeckim, w gminie Łącko.
W latach 1975–1998 miejscowość administracyjnie należała do województwa nowosądeckiego.